# Kristina Bazan
Pour les articles homonymes, voir Bazan.
Kristina Bazan, née le 28 octobre 1993 à Minsk en Biélorussie, est une blogueuse, chanteuse et un mannequin suisse.

## Biographie
Kristina Bazan est une blogueuse, mannequin et influenceuse suisse. Elle affirme son côté artistique en tant que chanteuse avec son single « Clockwork » en mai 2018. Née le 28 octobre 1993 à Minsk  , en Biélorussie, ses parents déménagent dans le Kentucky alors qu'elle n'a que 5 ans ,. À 7 ans, ils déménagent en Suisse, à Begnins. 
Elle parle couramment quatre langues : russe, français, allemand et anglais  . Durant son adolescence, elle pratique six ans de ballet classique, quatre ans de théâtre et prend des cours de chant. À 14 ans, elle est repérée par une agence de mannequin   et fait la couverture de Femina, en avril 2011. 
Kristina fait partie des finalistes de l'élection de Miss Suisse en 2011  et décide de créer le blog, Kayture, diminutif de Kristina et Couture, avec James Chardon .

## Carrière

### Mannequinat etKayture
Rapidement, des marques la contactent et en 2012, elle prête son image à la marque Louis Vuitton pour l'ouverture de l'une de leur boutique. En 2014, elle collabore avec la marque de joaillerie Cartier pour plusieurs campagnes sur le web. Très vite, elle assiste aux défilés lors des Fashion Week de Chanel, Louis Vuitton, Valentino, Dior, Elie Saab, Fendi, Versace et bien d'autres.  
En octobre 2015, elle devient la première e-ambassadrice de L'Oréal Paris,. En 2015, elle publie son premier livre intitulé  On the go, qui sera en rupture de stock en deux heures . Dans cette autobiographie, elle raconte son enfance, la manière dont elle s'est fait connaître, et partage ses astuces aux lecteurs et lectrices en termes d'alimentation, de sport, de maquillage et de style vestimentaire. De plus, elle intervient à l'école Oxford pour parler du métier d'influenceur et de l'entreprenariat. Kristina fait la couverture de plusieurs magazines dont l'édition sud-africaine de Elle et serbe de Grazia. 
En janvier 2016, elle occupe la seconde place du top 30 des moins de 30 ans les plus influents dans la section « art & style » établi par le magazine économique américain Forbes,,. Elle fait aussi la couverture des magazines Grazia et Vogue, édition japonaise. En juin, elle est le visage de la campagne de lunettes de soleil Fendi X Thierry Lasry. 
En septembre, elle lance une collection capsule avec L'Oréal Paris, seulement disponible sur internet. De plus, elle devient le visage des trois parfums de la marque Mugler nommés Alien, Angel et Les Exceptions, pour un court-métrage . 
À cette date, le blog est suivi par plus de deux millions de personnes. 
Elle défile lors de la Fashion Week de Milan pour Dolce & Gabbana, en janvier 2017. Elle fait ensuite la couverture de L'Officiel en mars et celle de Vogue édition Japon en août. Ensuite, elle fait partie des 10 personnes, avec le mannequin Bella Hadid, à faire la couverture de  DSECTION , réunissant des fonds pour l'association Land of Dreams. Kristina est aussi l'une des ambassadrices de la marque de montres IWC, plus particulièrement du modèle DaVinci.

### Musique
En janvier 2016, elle écrit une chanson pour la campagne de Mugler[source secondaire souhaitée], pour laquelle elle est égérie publicitaire. 
En août, Kristina Bazan publie le premier clip vidéo de sa chanson Out. Elle annonce être en préparation de son premier album[source secondaire souhaitée], enregistré à Los Angeles.
En juin 2018, elle dévoile la chanson pop Clockwork, premier extrait du futur album[source secondaire souhaitée].
En mars 2023, elle apparait sur le titre Golden en collaboration avec Peter Dallas[source secondaire souhaitée].

### Cinéma
En 2017, elle participe au tournage du film Alien Crystal Palace réalisé par Arielle Dombasle.